# Cremastosperma pacificum
Cremastosperma pacificum är en kirimojaväxtart som beskrevs av Robert Elias Fries. Cremastosperma pacificum ingår i släktet Cremastosperma, och familjen kirimojaväxter. Inga underarter finns listade i Catalogue of Life.